# 加色丁禮天主教德黑蘭總教區
加色丁禮天主德黑蘭總教區（拉丁語：Archieparchia Teheranensis Chaldaeorum）是伊朗一個東儀天主教（加色丁禮）總教區，是伊朗三個加色丁禮教區之一。
錫內總教區成立於1835年，德黑蘭代牧區成立於1895年。1946年總教區遷至德黑蘭。1971年3月16日易名至今。
2010年有六個堂區、七名司鐸，2,000位教友。總主教現時出缺。